# Kościół Matki Boskiej Różańcowej we Wrzeszczynie
Kościół Matki Boskiej Różańcowej – katolicki kościół filialny znajdujący się we Wrzeszczynie (gmina Wieleń), na północnym skraju Puszczy Noteckiej. Należy do parafii Matki Bożej Wniebowziętej i św. Michała w Wieleniu. 
Kościół powstał w latach 1992-1993 na zachodnim skraju miejscowości, w sąsiedztwie budynku dawnej szkoły. Murowany (ceglany, otynkowany) obiekt został zrealizowany z funduszy mieszkańców wsi. Posiada jeden brązowy dzwon i witraże o formach geometrycznych. Aktu poświęcenia dokonał bp Zdzisław Fortuniak. Na krzyżu misyjnym przy świątyni znajduje się data 12-19 listopada 1995. Przy kościele, na skraju drogi stoi murowana kapliczka słupowa z początku XX wieku. W pobliżu stoi też pomnik powstańców wielkopolskich.
Wezwanie kościoła wywodzi się od modlitw różańcowych, które wznosili mieszkańcy wsi w intencji wybudowania miejscowej świątyni. 